# Ramphastos
Ramphastos é o gênero de aves piciformes, família Ramphastidae, que possui os tucanos sul-americanos, cuja principal caracterítica são seus enormes e coloridos bicos. 
Todos eles se alimentam basicamente de frutas, mas podem comer insetos e outras presas. Vivem normalmente em árvores, sendo que seus ninhos são construídos nos buracos delas, além de serem sedentários.

## Espécies
- Tucano-de-peito-amarelo (Ramphastos sulfuratus)
- Tucano-do-chocó (Ramphastos brevis)
- Tucano-de-peito-citrino (Ramphastos citreolaemus)
- Tucano-de-bico-preto (Ramphastos vitellinus)
- Tucano-de-bico-verde (Ramphastos dicolorus)
- Tucano-de-mandíbula-preta (Ramphastos ambiguus)
- Tucano-grande-de-papo-branco (Ramphastos tucanus)
- Tucanuçu (Ramphastos toco)[1]

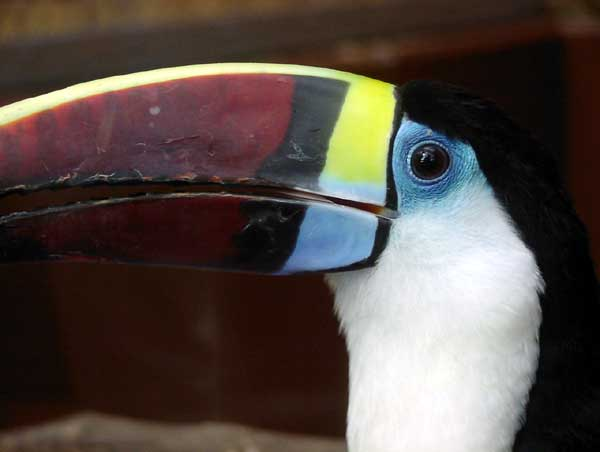
Ramphastos tucanus tucanus
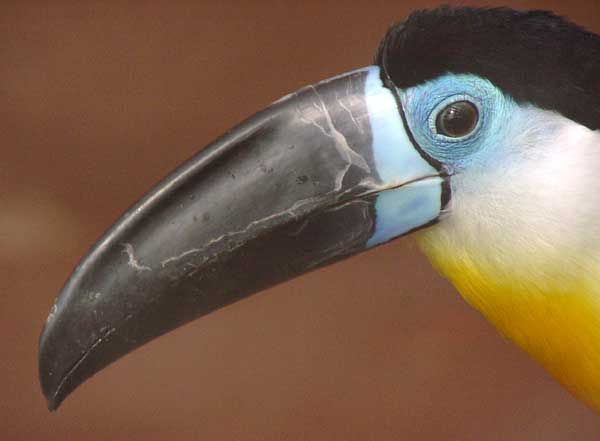
Ramphastos vitellinus
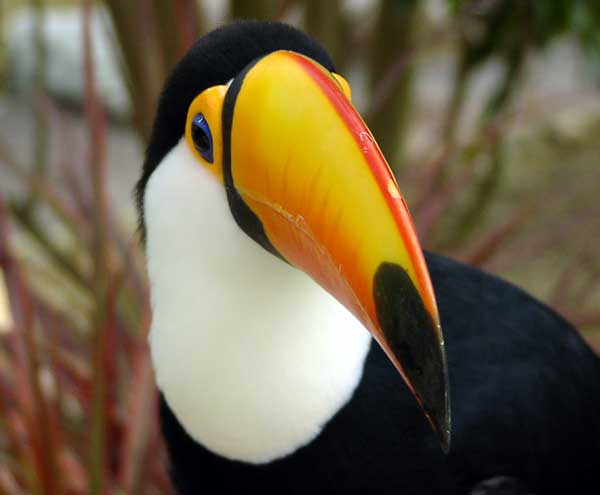
Ramphastos toco
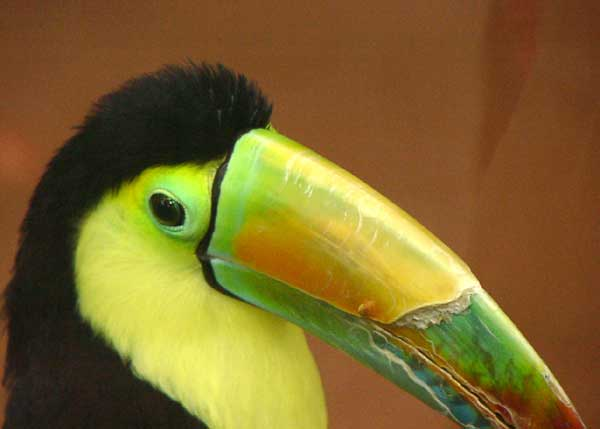
Ramphastos sulfuratus